# María Clara Alonso
María Clara Alonso (Rosario, Santa Fe; 2 de febrero de 1990), conocida artísticamente como Clari Alonso, es una actriz, cantante y presentadora argentina. Es conocida por el papel de Ángeles "Angie" Carrara en la telenovela de Disney Channel Latinoamérica, Violetta.

## Primeros años
Desde muy chiquita practicó gimnasia, natación, danza, teatro, comedia musical, coro, canto, actuación y estudió en el Instituto Inmaculada de Castelar, además de ir a una escuela de comedia musical llamada "Broadway Street" donde participó en varias obras teatrales como "Alicia en el país de las maravillas", representada en el teatro Astral.

## Carrera artística
En 2007, Clara fue una de los 20 seleccionados para participar en el reality de High School Musical: La Selección, el cual fue emitido por Canal 13 en Argentina y por Disney Channel. Fue eliminada en la décima semana, sin embargo fue llamada para formar parte de La Gira donde dio conciertos en gran parte del país e interpretó a "Clari" una de las Invisibles en la versión argentina de High School Musical. Gracias a ello llamó la atención de los productores del Zapping Zone con el sello Walt Disney Pictures y durante La Gira en la ciudad de La Rioja fue llamada para conducir el programa junto a Dani Martins y Caro Ibarra.
En el mismo año Clara comenzó como notera del Zapping Zone, programa de juego y series para chicos del canal Disney Channel junto a Dani Martins y la ex conductora Caro Ibarra. A partir de 2008 se convirtió en la conductora principal junto a Dani y el programa fue un éxito en su franja horaria y se emitió a otros países latinoamericanos como Perú, Uruguay, Venezuela, Colombia, Paraguay, Bolivia, Ecuador y Chile. A partir del 20 de octubre de 2008 se integran al programa Walter Bruno y Valeria Baroni. En 2010 las dos versiones latinas del programa se unen y a partir de ese momento conduciría con Roger González, Paulina Holguín, Vanessa Andreu y Miguel González.
Clari participó en los Disney Channel Games que se realizaron en la semana del 27 de abril al 2 de mayo. El 21 de octubre de 2008 se anunció en Zapping Zone, que Clari lanzaría su primera canción "A mi alrededor" con la colaboración de Sophie Oliver Sánchez junto a su respectivo videoclip, siendo este su primer sencillo solista de la mano de Walt Disney Records. Se mostraron varias notas del backstage del video y semanas después se estrenó. El 12 de agosto de 2011, Clara abandono el ciclo Zapping Zone
Highway: Rodando la Aventura fue la primera Serie Original de Disney Channel Latinoamérica grabada íntegramente en Latinoamérica. Es la cuarta producción original de Disney Channel Latinoamérica. Clara interpretó a una joven perfeccionista, obsesiva con la limpieza y el orden
En 2010 participa del doblaje al español de la serie animada Pecezuelos, una Serie Original de Disney Channel de animación, creada por Noah Z. Jones. También participó como actriz invitada en otras series de Disney, Cuando toca la campana y Peter Punk. 
En 2012 actuó en Violetta es una serie de televisión destinada al público infantil, trasmitida hasta 2014 en la pantalla de Disney Channel, contando con tres temporadas. La serie es fue un coproducción de Disney Channel Latinoamérica, Disney Channel Europa, Disney Channel Medio Oriente, Disney Channel África y Pol-ka Producciones.
Durante el mes de noviembre de 2013, Clara viajó a Madrid junto a Rodrigo Pedreira para grabar la gala final del concurso de Disney Channel España Violetta: Tu sueño, tu música. Clara interpretaba al personaje de Angie, al igual que en la serie y ejercía de presentadora en el backstage. Clara era la encargada de estar con los concursantes del programa antes y después de su actuación. 
Durante el mes de abril de 2014, Clara viajó a Milán para grabar la nueva serie de Disney como protagonista: Angie e le ricette di Violetta. Originalmente grabada en español y traducida al italiano, la serie se estrenará en Disney Channel Italia y más adelante en otras partes del mundo. La serie fue estrenada en Disney Channel Italia el 9 de junio de 2014.
Clara interpreta a Sandra en Groupie, una obra de teatro creada por Victoria Carambat. Cuenta la historia de Mecha y Lucía Donatti quienes se embarcan en una nueva aventura sin límites junto a su vecina Sandra, para vivir su mayor pasión: la música Beatle. La obra cuenta con covers de los exitosos Beatles.
Clara se instaló en Italia para participar de la tercera temporada del “Patinando con las estrellas” para la RAI 1, programa conducido por Milly Carlucci. Ella fue entrenada en Buenos Aires por Celeste Montanari, una especialista en esa destreza. El programa se inició el pasado 21 de febrero de 2015 y finalizará el 21 de marzo de 2015. La pareja de Clara en el hielo será el patinador profesional Marco Garavaglia.

## Filmografía

### Cine
| Año  | Título                                           | Personaje                | Rol                                                      | Director             |
| ---- | ------------------------------------------------ | ------------------------ | -------------------------------------------------------- | -------------------- |
| 2008 | High School Musical: El desafío                  | Clari                    | Papel de reparto                                         | Jorge Nisco          |
| 2008 | Tinker Bell                                      | Victoria, Hada pintora   | Papel de reparto. Doblaje al español para Hispanoamérica | Bradley Raymond      |
| 2016 | Tini: El gran cambio de Violetta                 | Ángeles "Angie" Castillo | Papel de reparto                                         | Juan Pablo Buscarini |
| 2016 | Piuma                                            | Pilar                    | Papel de reparto                                         | Roan Johnson         |
| 2018 | Il tuttofare                                     | Isabel Fernández         | Coprotagónico                                            | Valerio Attanasio    |
| 2019 | El Ratón Pérez y los guardianes del libro mágico | Alicia                   | Papel de reparto                                         | Juan Pablo Buscarini |
| 2019 | Abuelos                                          | Violeta                  | Coprotagónico                                            | Santiago Requejo     |
| 2019 | Insane Love (cortometraje)                       | Sofía                    | Protagonista                                             | Eitan Pitigliani     |
| 2023 | Milonga                                          | Alejandra                | Coprotagónico                                            | Laura González       |
| 2024 | No puedo vivir sin ti                            | Lucy                     | Papel de reparto                                         | Santiago Requejo     |

### Televisión

#### Programas
| Año         | Título                            | Rol                                  | Distribución                 | Notas          |
| ----------- | --------------------------------- | ------------------------------------ | ---------------------------- | -------------- |
| 2007        | High School Musical: la selección | Participante                         | Canal 13                     | 10.ª eliminada |
| 2007        | Zapping Zone                      | Notera                               | Disney Channel Latinoamérica |                |
| 2008 — 2011 | Zapping Zone                      | Conductora                           | Disney Channel Latinoamérica |                |
| 2008        | Disney Channel Games 2008         | Miembro del Equipo Ciclones          | Disney Channel Latinoamérica |                |
| 2015        | Notti sul ghiaccio                | Participante                         | RAI 1                        | 3.º puesto     |
| 2016 — 2017 | Dance, Dance, Dance               | Participante junto a Diego Domínguez | Fox Life                     | Ganadores      |

#### Ficciones
| Año         | Título                         | Personaje               | Canal                        | Notas                       |
| ----------- | ------------------------------ | ----------------------- | ---------------------------- | --------------------------- |
| 2010        | Highway: Rodando la Aventura   | Clari                   | Disney Channel Latinoamérica | Protagonista                |
| 2010 — 2014 | Pecezuelos                     | Bea Pez Dorado Bitz     | Disney Channel Latinoamérica | Doblaje para Hispanoamérica |
| 2011        | Cuando toca la campana         | Olga Jennifer González  | Disney Channel Latinoamérica | Estrella invitada           |
| 2012        | Peter Punk                     | Yamila «Piraña»         | Disney XD Latinoamérica      | Estrella invitada           |
| 2012 — 2015 | Violetta                       | Ángeles «Angie» Carrará | Disney Channel Latinoamérica | Reparto principal           |
| 2014 — 2015 | Angie e le ricette di Violetta | Ángeles «Angie» Carrará | Disney Channel Italia        | Protagonista                |
| 2015        | Lontana da me                  | Valeria Munoz           | RAI                          | Protagonista                |
| 2019        | Campanas en la noche           | Florencia Cervantes     | Telefe                       | Reparto principal           |
| 2021 – 2023 | Entrelazados                   | Caterina Sharp (adulta) | Disney+                      | Reparto principal           |

## Discografía
| Año  | Título                          | Compañía discográfica |
| ---- | ------------------------------- | --------------------- |
| 2007 | Actuar, bailar, cantar          | Sony BMG              |
| 2007 | Sueños                          | Sony BMG              |
| 2008 | High School Musical: el desafío | Sony BMG              |
| 2010 | Highway: Rodando la aventura    | Walt Disney Records   |

### Lista de canciones
| Año  | Título                      | Programa                          | Nota                                                                         |
| ---- | --------------------------- | --------------------------------- | ---------------------------------------------------------------------------- |
| 2007 | All My Loving               | High School Musical: la selección | Primer concierto                                                             |
| 2007 | La Bella y la Bestia        | High School Musical: la selección | Segundo concierto                                                            |
| 2007 | Carnaval toda la vida       | High School Musical: la selección | Tercer concierto                                                             |
| 2007 | Ni Freud ni tu mamá         | High School Musical: la selección | Cuarto concierto                                                             |
| 2007 | Girls Just Want to Have Fun | High School Musical: la selección | Quinto concierto                                                             |
| 2007 | Girlfriend                  | High School Musical: la selección | Sexto concierto - Solista                                                    |
| 2007 | 11 y 6                      | High School Musical: la selección | Séptimo concierto                                                            |
| 2007 | Music                       | High School Musical: la selección | Octavo concierto - Solista                                                   |
| 2007 | Que no me pierda            | High School Musical: la selección | Noveno concierto                                                             |
| 2008 | A mi alrededor              | Zapping Zone                      | Primer sencillo como solista                                                 |
| 2008 | ¡Ven ya!                    | Disney Channel Games 2008         | Interpretada por Clari, Carla, Dani, Roger, Robson y Rafa.                   |
| 2010 | Amigas por siempre          | Highway: Rodando la aventura      | Junto a Vanessa Andreu, Paulina Holguín y Valeria Baroni                     |
| 2010 | Secretos                    | Highway: Rodando la aventura      | Sencillo como solista                                                        |
| 2010 | La voz                      | Highway: Rodando la aventura      | Elenco de Highway                                                            |
| 2011 | La voz - Edición especial   | Disney's Friends For Change       | Clari, Pau, Vale, Dani, Roger, Bia, Renata, Yasmim, Fellipe, Moroni y Samuel |

## Giras
| Año  | Título                                         | Conciertos | Rol                                        | Presentaciones               |
| ---- | ---------------------------------------------- | ---------- | ------------------------------------------ | ---------------------------- |
| 2007 | Actuar, Bailar, Cantar                         | 10         | High School Musical: La Selección - Sueños | Argentina                    |
| 2010 | Jonas Brothers Live in Concert World Tour 2010 | 3          | Highway: Rodando la aventura - Teloneros   | Argentina - Chile - Colombia |
| 2011 | A Year Without Rain Tour                       | 1          | Highway: Rodando la aventura - Teloneros   | Argentina                    |

## Premios y nominaciones
| Año  | Premio                    | Categoría                  | Producción | Resultado |
| ---- | ------------------------- | -------------------------- | ---------- | --------- |
| 2013 | Kids Choice Awards México | Actriz favorita de reparto | Violetta   | Nominada  |